# The Dark Knight (soundtrack)

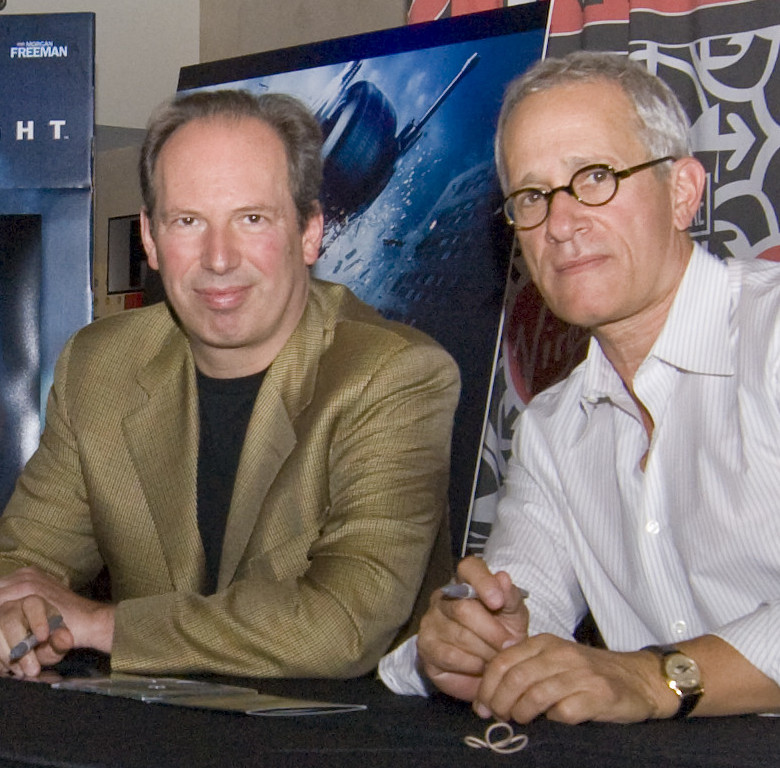
Hans Zimmer en James Newton Howard bij de première van The Dark Knight.

The Dark Knight: Original Motion Picture Soundtrack is de originele soundtrack van de film The Dark Knight die werd gecomponeerd door Hans Zimmer en James Newton Howard. Het album werd uitgebracht op 15 juli 2008 en de 2-CD Special Edition op 9 december 2008 door Warner Bros. Records.
Het album is het vervolg op het album Batman Begins. De muziekstijl is net als bij het vorige album wederom voorzien van een symfonieorkest in combinatie met elektronische muziek, waarbij Zimmer ook dit keer de actiescènes componeerde en Howard de dramatische scènes. Het orkest stond onder leiding van Gavin Greenaway en Matt Dunkley. De opnames vonden plaats in de Air Studios in Londen. Additioneel muziek werd gecomponeerd door Lorne Balfe. Het album won in 2009 een Grammy Award in de categorie "Best Score Soundtrack For Visual Media". The Dark Knight is de tweede film uit Christopher Nolan's The Dark Knight-trilogie. In de Amerikaanse Billboard 200 stond het album als hoogste genoteerd op plaats 20.

## Musici
- Simon Chamberlain - Piano
- Paul Clarvis - Percussie
- Peter Davies - Trombone
- James Newton Howard - Piano
- Gary Kettel - Percussie
- Peter Lale - Altviool
- Michael A. Levine - Viool
- Maurice Murphy - Trompet
- Heitor Pereira - Gitaar
- Anthony Pleeth - Cello
- Satnam Ramgotra - Percussie
- Frank Ricotti - Percussie
- Mary Scully - Contrabas
- Owen Slade - Tuba
- James Thatcher - Hoorn
- Martin Tillman - Cello
- Richard Watkins - Hoorn
- Bruce White - Altviool
- Jonathan Williams - Altviool
- Hans Zimmer - Synthesizer

## Nummers
| Nr.: | Titel:                          | Duur: |
| ---- | ------------------------------- | ----- |
| 1    | Why So Serious?                 | 9:14  |
| 2    | I'm Not A Hero                  | 6:34  |
| 3    | Harvey Two-Face                 | 6:16  |
| 4    | Aggressive Expansion            | 4:35  |
| 5    | Always A Catch                  | 1:39  |
| 6    | Blood On My Hands               | 2:16  |
| 7    | A Little Push                   | 2:42  |
| 8    | Like A Dog Chasing Cars         | 5:02  |
| 9    | I Am The Batman                 | 1:59  |
| 10   | And I Thought My Jokes Were Bad | 2:28  |
| 11   | Agent Of Chaos                  | 6:55  |
| 12   | Introduce A Little Anarchy      | 3:42  |
| 13   | Watch The World Burn            | 3:47  |
| 14   | A Dark Knight                   | 16:15 |

| Nr.: | Titel:                                     | Duur: |
| ---- | ------------------------------------------ | ----- |
| 1    | Bank Robbery (Prologue)                    | 5:24  |
| 2    | Buyer Beware                               | 2:56  |
| 3    | Halfway To Hong Kong                       | 3:43  |
| 4    | Decent Men In An Indecent Time             | 2:51  |
| 5    | You're Gonna Love Me                       | 4:41  |
| 6    | Chance                                     | 3:34  |
| 7    | You Complete Me                            | 4:50  |
| 8    | The Ferries                                | 9:57  |
| 9    | We Are Tonight's Entertainment             | 5:37  |
| 10   | A Watchful Guardian                        | 6:45  |
| 11   | Why So Serious? (The Crystal Method Remix) | 5:30  |
| 12   | Poor Choice Of Words (Paul van Dyk Remix)  | 6:15  |
| 13   | Gunpowder And Gasoline (Mel Wesson Remix)  | 4:34  |
| 14   | Rory's First Kiss (Ryeland Allison Remix)  | 6:04  |

## Hitnoteringen

### NederlandseAlbum Top 100
| Hitnotering: 09-08-2008 t/m 16-08-2008 | Hitnotering: 09-08-2008 t/m 16-08-2008 | Hitnotering: 09-08-2008 t/m 16-08-2008 | Hitnotering: 09-08-2008 t/m 16-08-2008 |
| Week:                                  | 1                                      | 2                                      |                                        |
| -------------------------------------- | -------------------------------------- | -------------------------------------- | -------------------------------------- |
| Positie:                               | 55                                     | 87                                     | uit                                    |

### VlaamseUltratop 100Albums
| Hitnotering: (Week 1) 02-08-2008 Hitnotering: (Week 2 t/m 3) 16-08-2008 t/m 23-08-2008 | Hitnotering: (Week 1) 02-08-2008 Hitnotering: (Week 2 t/m 3) 16-08-2008 t/m 23-08-2008 | Hitnotering: (Week 1) 02-08-2008 Hitnotering: (Week 2 t/m 3) 16-08-2008 t/m 23-08-2008 | Hitnotering: (Week 1) 02-08-2008 Hitnotering: (Week 2 t/m 3) 16-08-2008 t/m 23-08-2008 | Hitnotering: (Week 1) 02-08-2008 Hitnotering: (Week 2 t/m 3) 16-08-2008 t/m 23-08-2008 | Hitnotering: (Week 1) 02-08-2008 Hitnotering: (Week 2 t/m 3) 16-08-2008 t/m 23-08-2008 |
| Week:                                                                                  | 1                                                                                      |                                                                                        | 2                                                                                      | 3                                                                                      |                                                                                        |
| -------------------------------------------------------------------------------------- | -------------------------------------------------------------------------------------- | -------------------------------------------------------------------------------------- | -------------------------------------------------------------------------------------- | -------------------------------------------------------------------------------------- | -------------------------------------------------------------------------------------- |
| Positie:                                                                               | 68                                                                                     | uit                                                                                    | 81                                                                                     | 84                                                                                     | uit                                                                                    |

### NPO Klassiek Filmmuziek Top 200
| The Dark Knight in de NPO Klassiek Filmmuziek Top 200 | The Dark Knight in de NPO Klassiek Filmmuziek Top 200 | The Dark Knight in de NPO Klassiek Filmmuziek Top 200 |
| Jaar                                                  | 2024                                                  | 2025                                                  |
| ----------------------------------------------------- | ----------------------------------------------------- | ----------------------------------------------------- |
| Positie                                               | 63                                                    | 64                                                    |

## Prijzen en nominaties
| Jaar | Prijs                 | Categorie                                                                        | Genomineerde(n)                   | Uitslag     |
| ---- | --------------------- | -------------------------------------------------------------------------------- | --------------------------------- | ----------- |
| 2009 | BAFTA Award           | Beste filmmuziek                                                                 | Hans Zimmer & James Newton Howard | Genomineerd |
| 2009 | Critics' Choice Award | Beste filmmuziek                                                                 | Hans Zimmer & James Newton Howard | Genomineerd |
| 2009 | Grammy Award          | Best Score Soundtrack Album for Motion Picture, Television or Other Visual Media | Hans Zimmer & James Newton Howard | Gewonnen    |